# Finalen av DFB-Pokal 2024/2025
Finalen av DFB-Pokal 2024/2025 spelades den 24 maj 2025 på Olympastadion i Berlin där finalen spelats årligen sedan 1985.
I finalen möttes Arminia Bielefeld, ett lag från tredjeligan och Stuttgart från Bundesliga. Arminia Bielefeld spelade sin första final och var det fjärde laget från tredjedivisionen att nå finalen, Stuttgart spelade sin sjunde final. Stuttgart vann finalen med 4–2 och tog sin fjärde DFB-Pokal-titel. 

## Lag
I följande tabell spelades finalerna fram till 1943 under namnet Tschammerpokal, sedan 1953 är namnet DFB-Pokal.
| Lag               | Tidigare finaldeltaganden (fetstil indikerar vinnare) |
| ----------------- | ----------------------------------------------------- |
| Arminia Bielefeld | Inget                                                 |
| Stuttgart         | 6 (1954, 1958, 1986, 1997, 2007, 2013)                |

Arminia Bielefeld har nått sin första tyska cupfinal och blev därmed det första laget från 3. Liga att göra det. De är det fjärde laget från tredje divisionen som är i en DFB-Pokal-final, efter Hertha Berlin II 1992/1993, Energie Cottbus 1996/1997 och Union Berlin 200/2001 – som alla förlorade.

## Lagens väg till finalen
Resultaten står i favör till respektive lag.
| Arminia Bielefeld | Arminia Bielefeld | Omgång     | Stuttgart       | Stuttgart |
| ----------------- | ----------------- | ---------- | --------------- | --------- |
| Motståndare       | Resultat          |            | Motståndare     | Resultat  |
| Hannover 96       | 2–0 (H)           | Matchdag 1 | Preußen Münster | 5–0 (B)   |
| Union Berlin      | 2–0 (H)           | Matchdag 2 | Kaiserslautern  | 2–0 (H)   |
| Freiburg          | 3–1 (H)           | Matchdag 3 | Jahn Regensburg | 3–0 (B)   |
| Werder Bremen     | 2–1 (H)           | Matchdag 4 | Augsburg        | 1–0 (H)   |
| Bayer Leverkusen  | 2–0 (H)           | Matchdag 5 | RB Leipzig      | 3–1 (H)   |

## Matchen
|  | 24 maj 2025 20:00 UTC+2 | Olympiastadion000 Berlin000 |

| Arminia Bielefeld | Arminia Bielefeld                          | 2 – 4           | Stuttgart                                               | Stuttgart |
| Arminia Bielefeld | Julian Kania 82′ Josha Vagnoman 85′ (sjm.) | (0 – 3) Rapport | 15′ Nick Woltemade 22′, 66′ Enzo Millot 28′ Deniz Undav | Stuttgart |
|                   |                                            |                 |                                                         |           |

| Startelva:       |    |                     |     |     |
|                  |    |                     |     |     |
| MV               | 1  | Jonas Kersken       |     |     |
| HB               | 2  | Felix Hagmann       |     | 46′ |
| MB               | 19 | Maximilian Großer   |     |     |
| MB               | 23 | Leon Schneider      | 53' |     |
| VB               | 4  | Louis Oppie         |     |     |
| DM               | 21 | Stefano Russo       |     |     |
| CM               | 6  | Mael Corboz         |     |     |
| CM               | 8  | Sam Schreck         |     | 46′ |
| HY               | 37 | Noah Sarenren Bazee | 25' | 59′ |
| VY               | 38 | Marius Wörl         |     | 83′ |
| CA               | 11 | Joel Grodowski      |     | 80′ |
| Inhoppare:       |    |                     |     |     |
| F                | 3  | Joel Felix          | 90' | 59′ |
| F                | 24 | Christopher Lannert |     | 46′ |
| MF               | 13 | Lukas Kunze         |     | 83′ |
| A                | 7  | Julian Kania        |     | 80′ |
| A                | 30 | Isaiah Young        |     | 46′ |
|                  |    |                     |     |     |
|                  |    |                     |     |     |
|                  |    |                     |     |     |
|                  |    |                     |     |     |
|                  |    |                     |     |     |
|                  |    |                     |     |     |
|                  |    |                     |     |     |
|                  |    |                     |     |     |
| Tränare:         |    |                     |     |     |
| Michél Kniat 53' |    |                     |     |     |

| Startelva:       |    |                        |     |     |
|                  |    |                        |     |     |
| MV               | 33 | Alexander Nübel        |     |     |
| HB               | 4  | Josha Vagnoman         | 27' |     |
| MB               | 14 | Luca Jaquez            |     |     |
| MB               | 24 | Jeff Chabot            |     | 76′ |
| VB               | 7  | Maximilian Mittelstädt |     |     |
| CM               | 16 | Atakan Karazor         |     |     |
| CM               | 6  | Angelo Stiller         |     | 87′ |
| HY               | 8  | Enzo Millot            | 67' | 69′ |
| OM               | 26 | Deniz Undav            |     |     |
| VY               | 27 | Chris Führich          |     | 69′ |
| CA               | 11 | Nick Woltemade         |     |     |
| Inhoppare:       |    |                        |     |     |
| F                | 3  | Ramon Hendriks         |     | 69′ |
| F                | 29 | Finn Jeltsch           |     | 76′ |
| MF               | 28 | Nikolas Nartey         |     | 87′ |
| A                | 9  | Ermedin Demirović      |     | 69′ |
|                  |    |                        |     |     |
|                  |    |                        |     |     |
|                  |    |                        |     |     |
|                  |    |                        |     |     |
|                  |    |                        |     |     |
|                  |    |                        |     |     |
|                  |    |                        |     |     |
|                  |    |                        |     |     |
|                  |    |                        |     |     |
| Tränare:         |    |                        |     |     |
| Sebastian Hoeneß |    |                        |     |     |

| Domare: Christian Dingert Ass. domare: Benedikt Kempkes Nikolai Kimmeyer Fjärdedomare: Robert Hartmann | Publik: 74 036 |  |